# Irrlichtsweiher
Das Naturschutzgebiet Irrlichtsweiher liegt im Westerwaldkreis in Rheinland-Pfalz. Das etwa 17,3 ha große Gebiet, das im Jahr 1990 unter Naturschutz gestellt wurde, erstreckt sich südwestlich der Ortsgemeinde Herschbach. Nordwestlich verläuft die B 413, südwestlich die Landesstraße L 306 und östlich die L 305. Schutzzweck ist die Erhaltung des Feuchtgebietes als Standort seltener in ihrem Bestande bedrohter wildwachsender Pflanzen und Pflanzengesellschaften, als Lebensraum bestandsbedrohter Tierarten und aus wissenschaftlichen Gründen.